# È arrivato un bastimento
È arrivato un bastimento è l'8º album in studio del cantautore italiano Edoardo Bennato, pubblicato nel 1983 dalla Dischi Ricordi.

## Il disco
Dopo due 45 giri nell'arco di due anni, (E invece no/Canta appress'a nuje e Nisida/A freva a quaranta), Bennato torna con una terza rivisitazione di un classico della letteratura per ragazzi.

Il disco è un concept album ed esce, su iniziativa di Bennato, composto da un long playing di taglio tradizionale e da un maxi singolo, sempre a 33 giri, tra i quali era suddivisa, a incastri, la sequenza dei pezzi (vedi note sulla tracklist). Il titolo fu dunque immesso sul mercato al prezzo di 13.500 lire per la formula "LP + mix" (così era indicato su un bollino esposto in copertina). Un dettaglio interessante è che nella versione svizzera e in quella europea il maxi singolo è a 45 giri, per sentire il lato C e D bisogna quindi cambiare la velocità del giradischi. 

Tra i musicisti sono da segnalare Luciano Ninzatti (ideatore di alcuni progetti di italo-disco tra cui Kano), fondamentale per tutta la produzione di Bennato negli anni a seguire, e Roberto Colombo, già mentore dei Matia Bazar e di Alberto Camerini.

Basato sulla favola del Pifferaio Magico, Circa un anno dopo la pubblicazione del disco è uscito un libro omonimo complementare, per la Mondadori, con fumetti e nuove illustrazioni (dello stesso Bennato), e con testi e partiture dei dodici brani.

Dopo qualche mese venne pubblicato un 45 giri (allegato al mensile Tutto) con due versioni alternative di due canzoni dell'album: È arrivato un bastimento/Sarà falso, sarà vero.

Nel 2005 Bennato ha compiuto un remake quasi integrale dell'opera, realizzando il CD La fantastica storia del Pifferaio Magico, in cui reinterpretava quasi tutti i pezzi originali (più altri aggiunti), in duo con altri colleghi.
I testi e le musiche del disco sono dello stesso Bennato, tranne Sarà falso, sarà vero, il cui testo è del fratello Eugenio.

Anche gli arrangiamenti (non accreditati) sono di Bennato, con le eccezioni di Specchio delle mie brame, arrangiata da Roberto Colombo, e Troppo, troppo! arrangiata per orchestra sinfonica da Antonio Sinagra e cantata dal baritono Orazio Mori (che aveva già collaborato con Bennato in Sono solo canzonette).

Il disco fu registrato agli Stone Castle Studios di Carimate, tranne Eccoli i prestigiatori e Il gatto mangia il topo, registrati agli Eden Studios di Londra; i tecnici del suono sono Allan Goldberg, Larry Alexander e Mario Lovallo per le registrazioni allo Stone Castle, ed il solo Alexander per le due canzoni incise a Londra; tutto il disco fu poi mixato agli studi Power Station di New York sempre da Alexander insieme al produttore Garland Jeffreys.
Il brano Ogni favola è un gioco verrà riproposto in alcune tournée del cantautore.

## Tracce
La scaletta riprende l'ordine delle tracce così come compaiono nel libretto allegato, e di conseguenza anche nella ristampa su CD.

Per le due facciate del maxi single nella versione in vinile furono estrapolate rispettivamente Specchio delle mie brame e Il gatto mangia il topo.
1. La città trema - 4:14
2. Ogni favola è un gioco - 3:52
3. Assuefazione - 4:12
4. Addosso al gatto - 4:09
5. Il gatto mangia il topo - 3:21
6. Sarà falso, sarà vero - 3:11
7. Troppo, troppo! - 3:59
8. Eccoli i prestigiatori - 4:35
9. Una ragazza - 2:08
10. Specchio delle mie brame - 5:43
11. È arrivato un bastimento - 5:28
12. Lo show finisce qua - 3:33

## Formazione
- Edoardo Bennato: voce, chitarra, armonica
- Ernesto Vitolo: tastiera
- Phil Ramocon: tastiera in Eccoli i prestigiatori e Il gatto mangia il topo
- Luciano Ninzatti: chitarra (tranne Eccoli i prestigiatori e Il gatto mangia il topo), mandolino in Una ragazza
- Lucio Bardi: chitarra (tranne Eccoli i prestigiatori e Il gatto mangia il topo)
- Alan Weekes: chitarra in Eccoli i prestigiatori e Il gatto mangia il topo
- J. J. Belle: chitarra in Eccoli i prestigiatori e Il gatto mangia il topo
- Graham Maby: basso (tranne La città trema, Eccoli i prestigiatori e Il gatto mangia il topo)
- Pier Michelatti: basso in La città trema
- Courtney Carr: basso in Eccoli i prestigiatori e Il gatto mangia il topo
- Tony Cercola: percussioni (tranne Sarà falso, sarà vero, Eccoli i prestigiatori e Il gatto mangia il topo)
- Maurizio Preti: percussioni in Sarà falso, sarà vero
- Lenny Edwards: percussioni in Eccoli i prestigiatori e Il gatto mangia il topo
- Roberto Colombo: sintetizzatore, batteria elettronica in Specchio delle mie brame
- Mauro Spina: batteria (tranne La città trema, Eccoli i prestigiatori e Il gatto mangia il topo)
- Lele Melotti: batteria in La città trema
- Steve Goulding: batteria in Eccoli i prestigiatori e Il gatto mangia il topo
- Orazio Mori: baritono in Troppo, troppo!
- Franco Feruglio: contrabbasso in Una ragazza
- Giovanni Berlendis: primo violino dell'orchestra in Troppo, troppo!
- Peppe Russo: sassofono tenore
- Mel Collins: sassofono baritono
- Linda Wesley, Naimy Hackett: cori